# TRL Story
TRL Story è una compilation di brani musicali del 2009, pubblicata il 23 novembre 2009, mentre lo show faceva nuovamente tappa a Roma, in occasione dello switch on al digitale terrestre. Il CD contiene i brani più rappresentativi dei 10 anni di Total Request Live, storico show di MTV Italia.

## Promozione
Il 24 novembre 2009, alla FNAC di Roma, i Broken Heart College (artisti presenti anche nella compilation) hanno presentato il CD a tutti i fan accorsi.

## Tracce
1. The Black Eyed Peas - I Gotta Feeling
2. Lost - Sopra il mondo
3. Tokio Hotel - Automatic
4. My Chemical Romance - Welcome to the Black Parade
5. Britney Spears - Oops!...I Did It Again
6. Blue - Bubblin'
7. Tiziano Ferro - Sere nere
8. Justin Timberlake - Cry Me a River
9. Rihanna ft. Jay-Z - Umbrella
10. Fabri Fibra ft. Gianna Nannini - In Italia
11. Broken Heart College - Nanana
12. Lùnapop - Qualcosa di grande
13. dARI - Wale (tanto wale)
14. Finley - La mia notte
15. blink-182 - All the Small Things
16. Thirty Seconds to Mars - A Beautiful Lie
17. Negramaro - Estate
18. Avril Lavigne - Complicated